# Stephen Ramsey
Stephen Ramsey ist ein US-amerikanischer Theater- und Filmschauspieler sowie Synchronsprecher.

## Leben
Ramsey ist Absolvent der Northwestern University. Anfang der 1990er Jahre debütierte er als Filmschauspieler. Er übernahm Episodenrollen in den Fernsehserien New York Cops – NYPD Blue, Akte X – Die unheimlichen Fälle des FBI, Für alle Fälle Amy, JAG – Im Auftrag der Ehre oder Practice – Die Anwälte. Er übernahm aber auch Rollen in Filmproduktionen wie Warhammer – Der finale Krieg oder Pandemic – Tödliche Erreger.

## Filmografie
- 1991: No Telling
- 1995: Vanishing Son (Fernsehserie, Episode 1x09)
- 1995: New York Cops – NYPD Blue (Fernsehserie, Episode 3x07)
- 1997: Die Akte Jane (G.I. Jane)
- 1998: God’s Army II – Die Prophezeiung (The Prophecy II)
- 1999: Akte X – Die unheimlichen Fälle des FBI (The X-Files) (Fernsehserie, Episode 7x04)
- 2000: Rules – Sekunden der Entscheidung (Rules of Engagement)
- 2000: Für alle Fälle Amy (Judging Amy) (Fernsehserie, Episode 1x19)
- 2000: JAG – Im Auftrag der Ehre (JAG) (Fernsehserie, Episode 5x22)
- 2000: Warhammer – Der finale Krieg (For the Cause/Final Encounter)
- 2002: Practice – Die Anwälte (The Practice) (Fernsehserie, Episode 6x17)
- 2002: Minority Report
- 2003: S.W.A.T. – Die Spezialeinheit (S.W.A.T.)
- 2003: Submarines – Ein erbarmungslos teuflischer Plan (Submarines)
- 2004: The Guardian – Retter mit Herz (The Guardian) (Fernsehserie, Episode 3x15)
- 2005: McBride: It’s Murder, Madam (Fernsehfilm)
- 2005: CSI: Miami (Fernsehserie, Episode 3x24)
- 2005: Supernova – Wenn die Sonne explodiert (Supernova) (Fernsehfilm)
- 2007: Pandemic – Tödliche Erreger (Pandemic)
- 2009: Eleventh Hour – Einsatz in letzter Sekunde (Eleventh Hour) (Fernsehserie, Episode 1x11)
- 2009: Entourage (Fernsehserie, Episode 6x07)
- 2012: Desperate Housewives (Fernsehserie, Episode 8x22)